# Charles de Monseignat
Charles de Monseignat (Monseignac), né vers 1652 à Paris et mort en octobre 1718 dans la ville de Québec, est un commis de René-Robert Cavelier de La Salle, commis et sous-directeur du Domaine du roi (1681–1682), premier secrétaire du gouverneur Louis de Buade de Frontenac, contrôleur de la marine et des fortifications en Nouvelle-France (1701–1718), conseiller-secrétaire et greffier en chef du Conseil supérieur (1705–1718), agent en résidence et directeur de la ferme du Domaine d’Occident (1707–1718).

## Biographie
Il est né vers 1652, fils de Jean de Monseignat et d’Hélène Perchot, de la paroisse de Saint-Jacques-la-Boucherie à Paris. 
Il épouse le 28 septembre 1693, à Québec, Claude de Sainte (décédée en 1702) avec qui il a sept enfants et, en secondes noces, Marguerite Delesnerac, le 23 février 1704. Il est inhumé le 21 août 1718 dans la crypte de l’église de Notre-Dame de Québec.